# Chácara do Carvalho

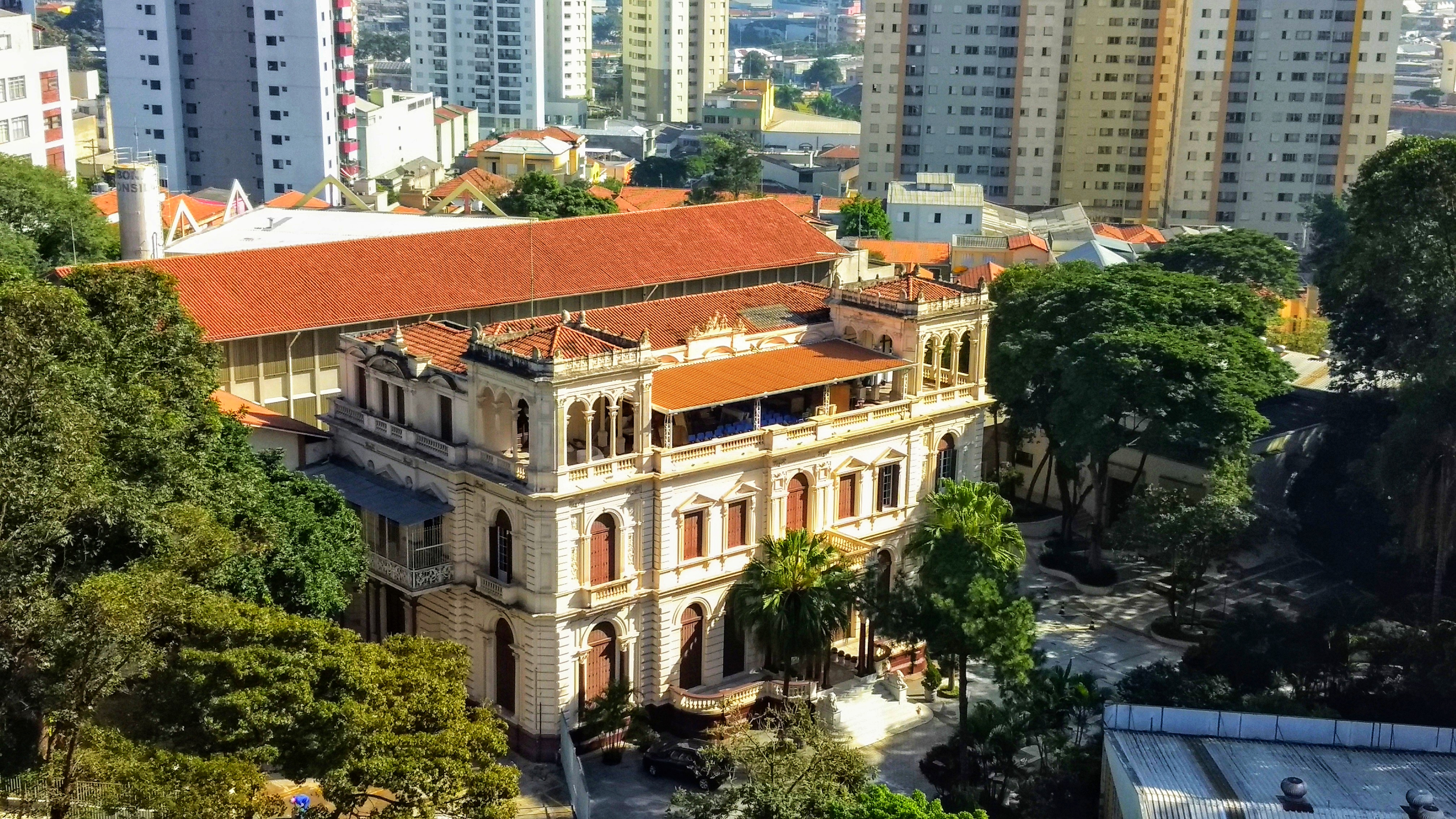
Colégio Boni Consilii, antigo Palacete da Chácara do Carvalho

A Chácara do Carvalho se situava na Barra Funda, na cidade de São Paulo, junto às linhas de trem da Fepasa.
A Chácara do Carvalho era uma antiga fazenda, sendo seus antigos proprietários, pertencentes  a família de Francisco de Assis Carvalho.
Em 1840 foi adquirida pelo Barão de Iguape, Antônio da Silva Prado (1778-1875) sendo que seu neto, o Conselheiro Antônio da Silva Prado (1840-1929) a recebeu por herança, onde residiu com sua família, a esposa Catarina da Silva Prado e oito filhos, no período de 1893 a 1929.
Aos poucos, foi sendo dividida, restando apenas a Chácara que, em grande parte, deu origem à Praça Marechal Deodoro, Rua Brigadeiro Galvão e Rua Vitorino Carmilo.
Antônio da Silva Prado, no ano de 1890, contratou o florentino Luigi Pucci para construir seu palacete na chácara, que passou a ser sua residência e de sua família. Tal era o prestígio desta família e mansão que, em outubro de 1920, chegou a hospedar os reis da Bélgica que visitavam São Paulo, para o que contou com reforma sob supervisão do arquiteto Cristiano Stockler das Neves. Com o falecimento do Conselheiro em 1929, seu cortejo fúnebre saiu da propriedade, e seguiu a pé para o Cemitério da Consolação. A Chácara passou à sua filha Hermínia, que ali viveu com sua família até o ano de 1931.
Em 1934, os herdeiros passaram a lotear a área, e abriram-se duas novas ruas: Rua Chácara do Carvalho e Rua São Martinho, e prolongaram a Alameda Barão de Limeira desde a Alameda Eduardo Prado até a Rua Lopes de Oliveira.
Em 1936, a municipalidade paulistana declarou a "Rua Chácara do Carvalho".
Atualmente no local funciona o Colégio Boni Consilii.